# Augustina (filha de Heráclio)
Augustina foi uma nobre bizantina, filho do imperador Heráclio (r. 610–641) e sua segunda esposa e sobrinha, a imperatriz Martina (r. 613–641) e irmã de Davi, Fábio, Heraclonas, Marino, Teodósio, Febrônia e Martina. De acordo com o patriarca de Constantinopla Nicéforo I (r. 806–815), foi nomeada como augusta.
Sua coroação ocorreu em 4 de janeiro de 638, numa cerimônia celebrada no Augusteu. Junto a ela foram nomeados Heraclonas, Davi e Martina como césar, augusto e augusta respectivamente. Essas coroações tinham como finalidade solidificar a dinastia reinante, porém não obtiveram o resultado esperado, trazendo mais controvérsia e ressentimento para o imperador.